# Helga Guitton
Helga Guitton (n. Königsberg, Alemania, 18 de diciembre de 1942) es una locutora de radio y presentadora de televisión alemana.
Comenzó su carrera en el mundo de la comunicación como locutora de radio el día 9 de noviembre del año 1964 trasladándose a Luxemburgo, donde trabajó en RTL Radio (Radio Luxemburgo) presentando el programa Olas Alegres, junto a los periodistas alemanes Frank Elstner y Jochen Pützenbacher, hasta el día 28 de febrero de 1994, que presentó de lunes a viernes de 14 a 16 horas en la misma emisora de radio otro programa llamado Viva-el deseo de vivir, que trataba sobre la actualidad diaria, realizaban entrevistas y también el programa era de tipo show en el que se realizaba diferentes tipos de pruebas.
Posteriormente tras más el paso de los años entró en el mundo de la televisión formando parte de RTLplus (actualmente RTL Television), donde tiempo más tarde regresó a Alemania y volvió a trabajar como locutora de radio en Norddeutscher Rundfunk y Aktuelle Schaubude, luego regresó ala televisión, presentando un programa musical en Zweites Deutsches Fernsehen (ZDF).
En el año 1973, fue la presentadora de la XVIII edición del Festival de la Canción de Eurovisión 1973, celebrado el día 7 de abril en el Théâtre Municipal de la ciudad de Luxemburgo.